# Comté de Chalon
Le comté de Chalon est un comté centré sur Chalon-sur-Saône, en Saône-et-Loire (Bourgogne) du duché de Bourgogne.  